# Toyota GR Yaris Rally2
El Toyota GR Yaris Rally2 es un vehículo de competición basado en el Toyota GR Yaris con homologación Rally2 y construido por Toyota Gazoo Racing WRT para su uso en competiciones de rally.

## Historia
El coche hizo su primera aparición pública en el Rally de Japón de 2022, con Juha Kankkunen como piloto y con el presidente de Toyota Motor Corporation, Akio Toyoda como copiloto. El Toyota GR Yaris Rally2 hará su debut mundialista en el WRC-2 en 2024.
El desarrollo del automóvil está a cargo del finés probador de Toyota, Juho Hänninen quien realizó test sobre nieve cerca de la sede del equipo en Jyväskylä, Finlandia, sobre tierra en Portugal  y sobre asfalto en Francia en donde compartió tiempo sobre el GR Yaris Rally2 con Kalle Rovanperä.
El debut del Toyota GR Yaris Rally2 se dio en la segunda fecha del Campeonato de Japón de Rally, en el Shinshiro Rally, se eligió el campeonato nipón debido a que no era necesario que el automóvil tuviera homologación de la FIA. El encargado de pilotarlo fue Norihiko Katsuta y su copiloto fue Yusuke Kimura. La dupla se vio obligada a abandonar debido a una salida de pista en el último tramo cuando rodaban en posición de podio. En la ronda siguiente, en el Tour de Kyushu en Karatsu, Katsuta logró el segundo puesto en la clase JN-1, siendo este el primer podio del Toyota GR Yaris Rally2 en competición. La primera victoria del GR Yaris Rally2 se dio en la sexta ronda del campeonato, en el ARK Rally Kamui, en esta prueba Katsuta ganó once de las doce especiales cronometradas, logrando la victoria por más de un minuto de diferencia con respecto al segundo clasificado en su clase. El director del Toyota Gazoo Racing WRT, Jari-Matti Latvala se unió a Katsuta en el Rally Hokkaido, donde ambos pilotos llevaron sus GR Yaris Rally2 a los dos primeros lugares de la general del rallye.
A finales de junio, Toyota se trasladó a Cataluña para realizar unos test en los rápidos tramos de asfalto catalanes. Entre las novedades que se vieron en estos test fueron: un nuevo alerón trasero, una nueva posición del tubo de escape y un nuevo diseño de los espejos retrovisores. A principios de diciembre, realizaron unos test en los Alpes franceses en condiciones similares a las del Rally de Montecarlo, los pilotos encargados de conducirlo fueron el francés Stéphane Lefebvre y el finés Sami Pajari. Pajari además fue el encargado de pilotar el GR Yaris Rally2 en el Rallye du Dévoluy en donde oficio de coche cero.
El GR Yaris Rally2 obtuvo la homologación de la Federación Internacional del Automóvil (FIA) para competir a partir del 1 de enero de 2024, lo que le posibilita que sus usuarios piloten en competencias nacionales, continentales y mundiales con el Rally2 japonés.

## Victorias

### Victorias en el WRC-2
| Año  | N.º | Rally                           | Superficie | Piloto         | Copiloto                   | Equipo     |
| ---- | --- | ------------------------------- | ---------- | -------------- | -------------------------- | ---------- |
| 2024 | 1   | 57.º Vodafone Rally de Portugal | Tierra     | Jan Solans     | Rodrigo Sanjuan de Eusebio | Jan Solans |
| 2024 | 2   | 21º Rally d'Italia Sardegna     | Tierra     | Sami Pajari    | Enni Mälkönen              | Printsport |
| 2024 | 3   | 80. Orlen Rally Poland          | Tierra     | Sami Pajari    | Enni Mälkönen              | Printsport |
| 2024 | 4   | 68. EKO Acropolis Rally of Gods | Tierra     | Sami Pajari    | Enni Mälkönen              | Printsport |
| 2025 | 5   | 72nd Rally Sweden               | Nieve      | Oliver Solberg | Elliott Edmondson          | Printsport |
| 2025 | 6   | 58.º Vodafone Rally de Portugal | Tierra     | Oliver Solberg | Elliott Edmondson          | Printsport |

### Victorias en el ERC
| Año  | N.º | Rally                                 | Superficie | Piloto            | Copiloto       | Equipo            |
| ---- | --- | ------------------------------------- | ---------- | ----------------- | -------------- | ----------------- |
| 2024 | 1   | 14. ERC Delfi Rally Estonia           | Tierra     | Georg Linnamäe    | James Morgan   | RedGrey Team      |
| 2025 | 2   | 6.º Staff House Rally Hungary         | Tierra     | Roope Korhonen    | Anssi Viinikka | Team MRF Tyres    |
| 2025 | 3   | 3. BAUHAUS Royal Rally of Scandinavia | Tierra     | Eyvind Brynildsen | Jørn Listerud  | Eyvind Brynildsen |